# Museo civico archeologico e di scienze naturali Federico Eusebio
Il Museo civico archeologico e di scienze naturali Federico Eusebio è un museo situato ad Alba, provincia di Cuneo.
Il museo è stato fondato su iniziativa dello storico e archeologo albese Federico Eusebio. Nasce come mera raccolta storico-archeologica con una sola sala espositiva e solo da 1972 inizia a comprendere anche reperti che illustrano la storia naturale del territorio di Alba e delle circostanti colline di Langhe e Roero.
Nel 1976 viene trasferito nella sede attuale e arricchito con i reperti emersi durante gli scavi effettuati negli anni precedenti, in occasione di un nuovo riallestimento nel 2000 trova sede in centro storico nell'ala ottocentesca di un ex-convento nel complesso della Maddalena dove viene ampliato fino a comprendere 21 sale espositive.
La sezione archeologica costituisce il corpo originario e principale del museo, è suddivisa in una sezione preistorica con reperti risalenti al neolitico e manufatti provenienti da scavi nel territorio di Alba ed una sezione romana che documenta ampiamente la vita e la prosperità dell'antica Alba Pompeia.
La sezione dedicata alle scienze naturali comprende sale dedicata alla geologia, alla zoologia e alla botanica. Le collezioni sono così ampie che solo il 5% dei reperti è esposto, l'esposizione viene periodicamente rinnovata e l'intera collezione è a disposizione degli studiosi.